# Stenotritus murrayensis
Stenotritus murrayensis är en biart som först beskrevs av Rayment 1935.  Stenotritus murrayensis ingår i släktet Stenotritus och familjen Stenotritidae. Inga underarter finns listade i Catalogue of Life.

## Bildgalleri

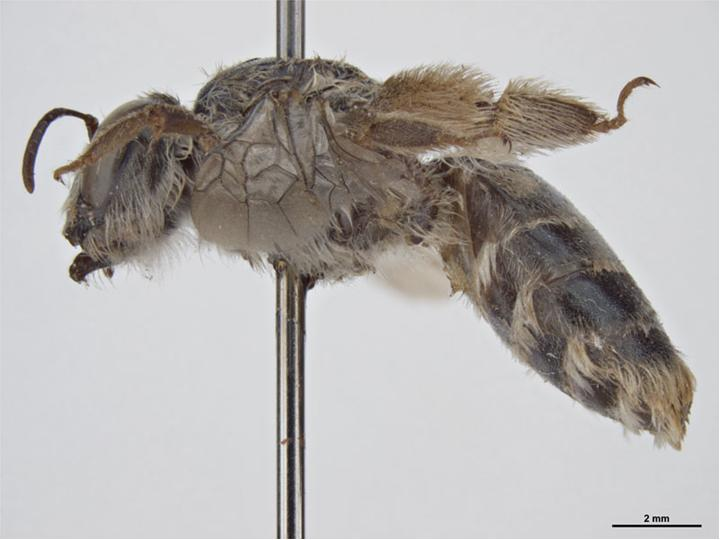